# Ахмед ас-Сафи
Ахмед ас-Сафи (араб. احمد الصافي‎; р. 1971, Аль-Дивания, Ирак) — иракский скульптор.
Ас-Сафи изучал скульптуру в Академии Изящных искусств в Багдаде. В 2000 году он выиграл премию имени Исмаила Фатх аль-Тюрка для молодых скульпторов.
На протяжении всего периода международной блокады Ирака ас-Сафи создавал скульптуры и картины в своей студии в Багдаде. Его работы стали объектом коллекционирования иностранных дипломатов и других гостей с Запада и Ближнего Востока.
Известен своей бронзовой скульптурой тонкого литья. Искусство Ахмеда ас-Сафи отражает озабоченность поколения иракских художников 1990-х годов, живших во время международных эмбарго и диктатуры . Его работы также используют темы из древней месопотамской культуры.
С 2005 года Ас-Сафи живёт и работает во Франции.